# Derrumbe de la letrina de Erfurt

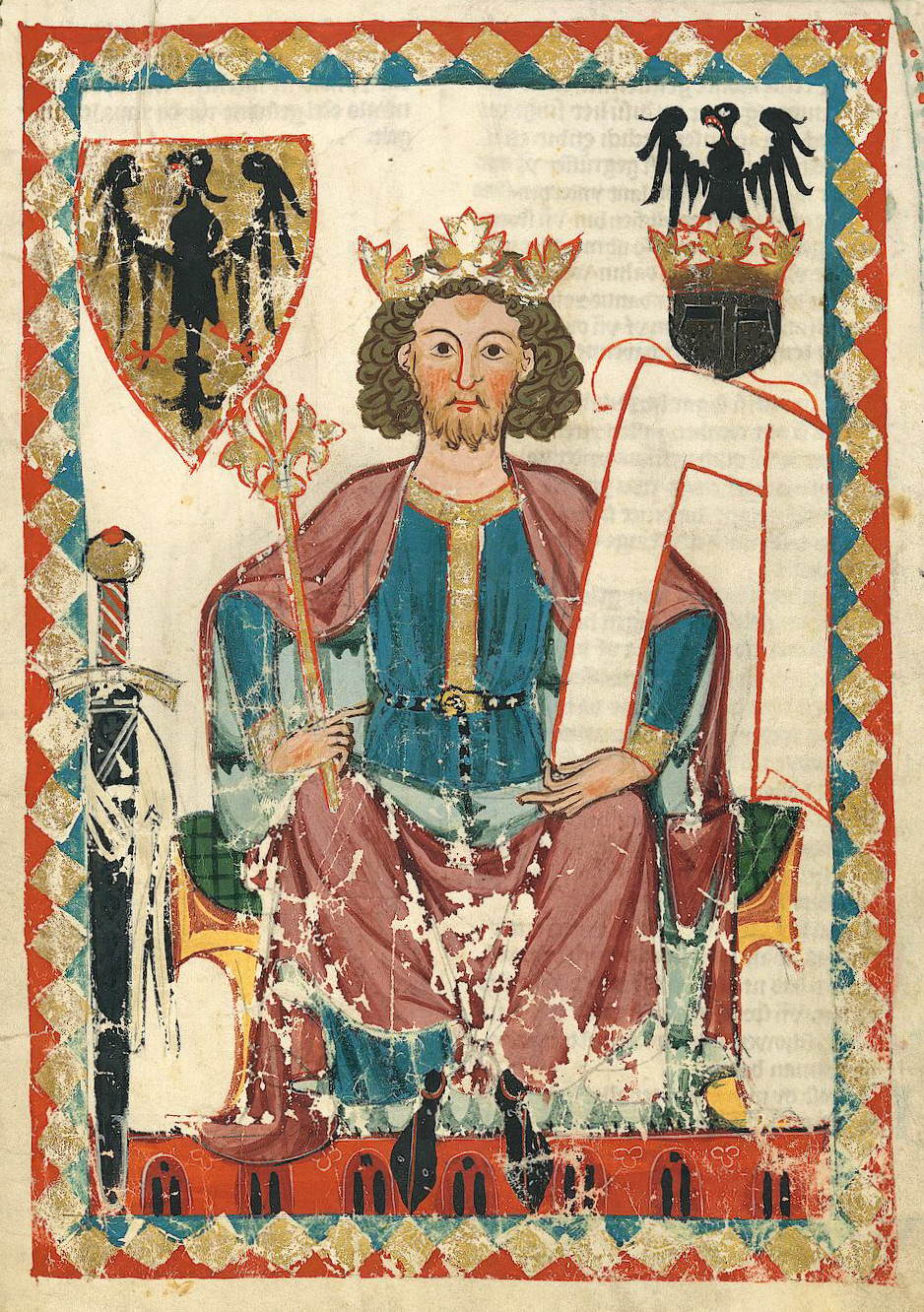
Enrique VI (representación extraída del Codex Manesse) sobrevivió al derrumbe de las letrinas de Erfurt.

El derrumbe de las letrinas de Erfurt fue un desastre sucedido en la corte real en Erfurt en 1184, en el que una gran cantidad de los allí presentes murió o resultó herido.
En julio de 1184 el rey y más tarde emperador Enrique VI pasó por Erfurt como parte de su campaña contra Polonia e instaló allí brevemente su corte para tratar de mediar en una disputa entre el arzobispo Conrado I de Maguncia y Luis III de Turingia, que se había producido tras la caída de Enrique el León.  
El 26 de julio, Enrique se instaló con un gran séquito en el piso superior de la oficina del rector de la Catedral de Érfurt, cuando el viejo y probablemente podrido suelo del segundo piso se derrumbó repentinamente por la extraordinaria carga del peso de los asistentes. La mayoría de los presentes cayeron al vacío rompiendo el suelo del primer piso que no pudo soportar el impacto, por lo que cayeron aún más profundo en una fosa. Muchos encontraron la muerte (fuentes contemporáneas hablan de unos 60 fallecidos): algunos ahogados en la fosa séptica y otros murieron o resultaron heridos por la caída de vigas y piedras. La crónica de San Pedro en Erfurt menciona entre las víctimas al conde Gozmar III de Ziegenhain, al conde Friedrich I de Abenberg, al conde Friedrich I de Kirchberg, al conde Heinrich de Schwarzburg, al conde Burchard de Wartburg y a Beringer I de Meldingen junto a otros nombres de menor importancia. 
Enrique VI y el arzobispo Conrado estaban sentados en una alcoba de piedra junto a una ventana y evitaron la caída; se aferraron hasta que llegaron los rescatistas con escaleras y los bajaron.  El landgrave Luis había caído en el derrumbe, pero sobrevivió y fue rescatado. 

## Extracto de la crónica de San Pedro de Erfurt
"El rey Enrique pasaba por Erfurt en su camino hacia Polonia y encontró allí a Conrado de Maguncia, que mantenía una violenta disputa con Luis de Turingia. Mientras estaba sentado tratando de que hicieran las paces entre ellos, rodeado de muchos en una habitación alta, el edificio se derrumbó de repente y muchos cayeron en el pozo inferior, algunos de los cuales fueron laboriosamente salvos, mientras que otros se asfixiaron en el barro".